# Dream Scenario
Pour plus de détails, voir Fiche technique et Distribution.
Dream Scenario, ou Scénario de rêve au Québec, est un film américain réalisé par Kristoffer Borgli et sorti en 2023.
Il est présenté en avant-première au festival international du film de Toronto 2023.
Pour son interprétation, Nicolas Cage est nommé comme meilleur acteur dans un film musical ou une comédie aux Golden Globes 2024.

## Synopsis
Paul Matthews est un professeur de biologie de l'évolution. Un jour, il commence à rencontrer des personnes inconnues lui disant qu'elles l'ont vu dans leurs rêves. Il s'agit parfois de rêves agréables ou de cauchemars, à la fois sexuels et brutaux. Très rapidement, Paul va devenir une célébrité sur Internet et les réseaux sociaux. Un engouement mondial se crée autour de son identité et de sa présence dans les rêves de gens du monde entier.

## Fiche technique
Sauf indication contraire, les informations mentionnées dans cette section peuvent être confirmées par la base de données cinématographiques IMDb,  présente dans la section « Liens externes ».
- Titre original et français : Dream Scenario
- Titre québécois : Scénario de rêve[2]
- Réalisation et scénario : Kristoffer Borgli
- Musique : Owen Pallett
- Direction artistique : John O'Regan
- Décors : Zosia Mackenzie
- Costumes : Natalie Bronfman
- Photographie : Benjamin Loeb
- Montage : Kristoffer Borgli
- Production : Ari Aster, Lars Knudsen
  - Production exécutive[réf. nécessaire] : Nicolas Cage, Tyler Campellone, Jacob Jaffke
- Sociétés de production : A24 et Square Peg
- Société de distribution : A24 (États-Unis), Metropolitan Filmexport (France)[3]
- Pays de production :  États-Unis
- Langue originale : anglais
- Format : couleur
- Genre : comédie dramatique, fantastique
- Durée : 100 minutes
- Dates de sortie[4] :
  - Canada : 9 septembre 2023 (festival de Toronto)
  - États-Unis : 10 novembre 2023
  - France : 27 décembre 2023[5]

## Distribution
- Nicolas Cage (VF : Dominique Collignon-Maurin) : Paul Matthews
- Julianne Nicholson (VFB : Fabienne Loriaux) : Janet Matthews, la femme de Paul
- Lily Bird : Sophie Matthews, la fille de Paul
- Jessica Clement : Hannah Matthews, la fille de Paul
- Tim Meadows (VFB : Martin Spinhayer) : Brett, le doyen de la fac
- Dylan Baker : Richard, un collègue de Paul
- Michael Cera (VFB : Sébastien Hébrant) : Trent, le directeur d'une agence de marketing
- Dylan Gelula (VFB : Sophia Abouatmane) : Molly, l'assistante de Trent
- Kate Berlant (VFB : Maïa Baran) : Mary, la partenaire commercial de Trent
- Star Slade : Greta
- Joshua Richards : Hunter
- Noah Centineo : Dylan
- Marnie McPhail Diamond  (VFB : France Bastoen) : Claire
- Paula Boudreau : Sheila
- Cara Volchoff : Candice, la thérapeute
- Nicholas Braun : Brian Berg

## Production

### Genèse et développement
En août 2022, A24 annonce la production du film Dream Scenario, écrit et réalisé par Kristoffer Borgli. Nicolas Cage, Julianne Nicholson, Michael Cera, Tim Meadows, Kate Berlant, Dylan Baker, and Dylan Gelula sont ensuite confirmés. Ari Aster, Lars Knudsen et Nicolas Cage participent à la production.

### Tournage
Le tournage débute à Toronto en octobre 2022 et s'achève en novembre,. Les prises de vues se déroulent également à Burlington et à Montréal pour la partie censée être tournée en France.

## Accueil

### Date de sortie
Dream Scenario est présenté en avant-première le 9 septembre 2023 au festival international du film de Toronto 2023, en lice pour le Platform Prize (en),,. Aux États-Unis, il sera distribué par A24 dès le 10 novembre 2023,.

## Distinction

### Nomination
- Golden Globes 2024 : meilleur acteur dans un film musical ou une comédie pour Nicolas Cage[16]